# Paleis van Maximilianus Transylvanus
Het stadspaleis van Maximilianus Transylvanus bestond in Brussel van 1529 tot 1828. 
Het was een van de eerste voorbeelden van renaissancearchitectuur in de stad en bij uitbreiding in de Nederlanden. Het werd gebouwd in 1529-1532 door samenvoeging en transformatie van bestaande middeleeuwse gebouwen, op een site tegenover de Zavelkerk, naast het Hof van Thurn en Tassis. Janus Secundus bewonderde het gebouw in 1530 en bezong het in verzen. 
Het paleis behoorde achtereenvolgens toe aan de families Solre (1639), Westerlo, Wemmel [en] en d'Hooghvorst. Het werd afgebroken in 1828 bij de aanleg van de Coppensstraat en is nog bekend uit iconografische bronnen, waaronder schilderijen naar Antoon Sallaert (deel van De Ommegang van 1615 in Brussel) en een prent van het toegangsportaal door Jacques Androuet du Cerceau. 